# Danh sách đĩa nhạc của (G)I-dle
Nhóm nhạc nữ Hàn Quốc (G)I-dle đã phát hành 7 mini-album, 1 album đĩa đơn và 8 đĩa đơn nhạc số. Nhóm cũng đã góp mặt trong 6 bài hát cộng tác, 2 bài hát nhạc phim và đã có 12 video âm nhạc.

## Single Album
| Tên         | Chi tiết | Xếp hạng | Doanh số                      |
| Tên         | Chi tiết | KOR      | Doanh số                      |
| ----------- | --- | -------- | ----------------------------- |
| DUMDi DUMDi | - Phát hành: 3 tháng 8 năm 2020 - Hãng đĩa: Cube Entertainment, Kakao M - Định dạng: CD, Tải nhạc kĩ thuật số | 2        | - CHN: 183,945 - KOR: 125,801 |

## Mini-album
| Tên                                                                        | Chi tiết | Xếp hạng               | Xếp hạng               | Xếp hạng               | Xếp hạng               | Doanh số                                |
| Tên                                                                        | Chi tiết | KOR                    | JPN                    | TW                     | US World               | Doanh số                                |
| Phát hành tại Hàn Quốc                                                     | Phát hành tại Hàn Quốc | Phát hành tại Hàn Quốc | Phát hành tại Hàn Quốc | Phát hành tại Hàn Quốc | Phát hành tại Hàn Quốc | Phát hành tại Hàn Quốc                  |
| -------------------------------------------------------------------------- | --- | ---------------------- | ---------------------- | ---------------------- | ---------------------- | --------------------------------------- |
| I Am                                                                       | - Phát hành: 2 tháng 5 năm 2018 - Hãng đĩa: Cube Entertainment, Kakao M - Định dạng: CD, Tải nhạc kĩ thuật số                | 6                      | —                      | 6                      | 5                      | - KOR: 51,831 - US: 1,000               |
| I Made                                                                     | - Phát hành: 26 tháng 2 năm 2019 - Hãng đĩa: Cube Entertainment, Kakao M - Định dạng: CD, Tải nhạc kĩ thuật số               | 2                      | —                      | —                      | 5                      | - KOR: 51,041                           |
| I Trust                                                                    | - Phát hành: 6 tháng 4 năm 2020 - Hãng đĩa: Cube Entertainment, Kakao M - Định dạng: CD, Tải nhạc kĩ thuật số                | 1                      | 48                     | —                      | 4                      | - KOR: 154,499 - JPN: 1,380 - US: 1,000 |
| I Burn                                                                     | - Phát hành: 11 tháng 1 năm 2021 - Hãng đĩa: Cube Entertainment, Kakao M - Định dạng: CD, Tải nhạc kĩ thuật số               | 3                      | 35                     | —                      | 10                     | - KOR: 211,929                          |
| I Never Die                                                                | - Phát hành: 14 tháng 3 năm 2022 - Hãng đĩa: Cube Entertainment, Kakao M - Định dạng: CD, Tải nhạc kĩ thuật số               | 2                      | —                      | —                      | 13                     | - KOR: 234,048                          |
| Phát hành tại Nhật Bản                                                     | |                        |                        |                        |                        |                                         |
| Latata                                                                     | - Phát hành: 29 tháng 7 năm 2019 - Hãng đĩa: Cube Entertainment, Universal Music Japan - Định dạng: CD, Tải nhạc kĩ thuật số | —                      | 5                      | —                      | —                      | - JPN: 8,229                            |
| Oh My God                                                                  | - Phát hành: 26 tháng 8 năm 2020 - Hãng đĩa: Cube Entertainment, Universal Music Japan - Định dạng: CD, Tải nhạc kĩ thuật số | —                      | 23                     | —                      | —                      | - JPN: 4,229                            |
| "—" biểu thị các mục không xếp hạng hoặc không được phát hành ở khu vực đó | |                        |                        |                        |                        |                                         |

## Single
| Năm  | Tên                                                                        | Xếp hạng | Xếp hạng | Xếp hạng | Xếp hạng | Xếp hạng | Doanh số (DL) | Album            |
| Năm  | Tên                                                                        | KOR      | KOR Hot. | NZ Hot.  | SCO      | US World | Doanh số (DL) | Album            |
| ---- | -------------------------------------------------------------------------- | -------- | -------- | -------- | -------- | -------- | ------------- | ---------------- |
| 2018 | "Latata"                                                                   | 12       | 12       | —        | —        | 4        | - US: 3,000   | I am             |
| 2018 | "Hann (Alone)" (한(一))                                                    | 8        | 10       | 39       | —        | 2        | - US: 1,000   | Non-album single |
| 2019 | "Senorita"                                                                 | 19       | 10       | —        | —        | 7        | - US: 1,000   | I Made           |
| 2019 | "Uh-Oh"                                                                    | 31       | 23       | —        | —        | 7        | Không có      | Non-album single |
| 2020 | "Oh My God"                                                                | 15       | 10       | —        | 97       | 3        | - US: 1,000   | I Trust          |
| 2021 | HWAA                                                                       |          |          |          |          |          |               | I Burn           |
| 2021 | Last Dance                                                                 |          |          |          |          |          |               |                  |
|      | "—" biểu thị các mục không xếp hạng hoặc không được phát hành ở khu vực đó |          |          |          |          |          |               |                  |

## Sản phẩm kết hợp
| Năm                                                                        | Tên                                                                                              | Xếp hạng | Xếp hạng | Xếp hạng | Xếp hạng | Xếp hạng | Xếp hạng | Xếp hạng | Xếp hạng  | Xếp hạng | Xếp hạng | Xếp hạng | Album                 |
| Năm                                                                        | Tên                                                                                              | KOR      | CAN Dig. | CHN      | FRA Dig. | MLY      | NZ Hot.  | SCO      | SWE Heat. | UK Down. | US Dig.  | US World | Album                 |
| -------------------------------------------------------------------------- | ------------------------------------------------------------------------------------------------ | -------- | -------- | -------- | -------- | -------- | -------- | -------- | --------- | -------- | -------- | -------- | --------------------- |
| 2018                                                                       | "Follow Your Dreams" (한걸음)                                                                    | —        | —        | —        | —        | —        | —        | —        | —         | —        | —        | —        | ONE (với United Cube) |
| 2018                                                                       | "Mermaid"                                                                                        | —        | —        | —        | —        | —        | —        | —        | —         | —        | —        | —        | ONE (với United Cube) |
| 2018                                                                       | "Upgrade"                                                                                        | —        | —        | —        | —        | —        | —        | —        | —         | —        | —        | —        | ONE (với United Cube) |
| 2018                                                                       | "Young & One"                                                                                    | —        | —        | —        | —        | —        | —        | —        | —         | —        | —        | —        | ONE (với United Cube) |
| 2018                                                                       | Pop/Stars (Soyeon, Miyeon với Madison Beer và Jaira Burns trong nhóm nhạc K/DA)                  | 39       | 30       | 19       | 86       | 16       | 6        | 82       | 4         | 75       | 30       | 1        | Non-album single      |
| 2019                                                                       | GIANTS (Soyeon, Miyeon với Becky G, Keke Palmer, DUCKWRTH, Thutmose trong nhóm nhạc True Damage  | —        | —        | —        | —        | —        | —        | —        | —         | —        | —        | —        | Non-album single      |
| 2020                                                                       | The Baddest (Soyeon, Miyeon với Bea Miller và Wolftyla trong nhóm nhạc K/DA)                     | 178      | 30       | —        | —        | 16       | 6        | 70       | —         | 74       | 28       | 1        | K/DA All Out          |
| 2020                                                                       | More (Soyeon, Miyeon với Madison Beer, Lexie Liu, Jaira Burns và Seraphine trong nhóm nhạc K/DA) | —        | 48       | 16       | —        | 18       | 9        | —        | —         | —        | —        | 1        | K/DA All Out          |
| "—" biểu thị các mục không xếp hạng hoặc không được phát hành ở khu vực đó |                                                                                                  |          |          |          |          |          |          |          |           |          |          |          |                       |

## Hợp tác
| Năm  | Tên                         | Thành viên | Nghệ sĩ hợp tác cùng                             |
| ---- | --------------------------- | ---------- | ------------------------------------------------ |
| 2018 | 한걸음 (Follow Your Dreams) | Cả nhóm    | HyunA, Jo Kwon, BTOB, CLC, Pentagon, Yoo Seon-ho |
| 2018 | "Mermaid"                   | Soyeon     | HyunA, Jo Kwon, BTOB, CLC, Pentagon, Yoo Seon-ho |
| 2018 | "Upgrade"                   | Cả nhóm    | HyunA, Jo Kwon, BTOB, CLC, Pentagon, Yoo Seon-ho |
| 2018 | "Young & One"               | Cả nhóm    | HyunA, Jo Kwon, BTOB, CLC, Pentagon, Yoo Seon-ho |
| 2018 | "Wow Thing"                 | Soyeon     | SM Station X 0 (Chungha, SinB, Seulgi)           |
| 2019 | "I Wanna Be"                | Soyeon     | SHINee Key                                       |
| 2019 | "Empire"                    | Minnie     | Wengie                                           |
| 2020 | "DESSERT"                   | Soyeon     | SNSD Hyoyeon                                     |
| 2020 | "Cart"                      | Miyeon     | Hangzoo                                          |

## Nhạc phim
| Năm  | Tên                       | Thành viên     | Album                                   | Chú thích |
| ---- | ------------------------- | -------------- | --------------------------------------- | --------- |
| 2018 | "Run! (Relay)"            | Cả nhóm        | Running Man: Pululu's Counterattack OST | [ 38 ]    |
| 2019 | "Help Me"                 | Cả nhóm        | Her Private Life OST (Phần 1)           | [ 39 ]    |
| 2020 | "Getaway"                 | Minnie         | My Dangerouse Wife OST (Phần 2)         | [ 40 ]    |
| 2020 | "We Already Fell In Love" | Miyeon, Minnie | DoDoSolSolLaLaSol OST (Phần 4)          | [ 41 ]    |
| 2020 | "My Destiny"              | Miyeon         | Tale of the Nine Tailed OST (Phần 8)    | [ 42 ]    |
| 2021 | "Dreaming About You"      | Miyeon         | Replay OST (Phần 6)                     | [ 43 ]    |

## Video âm nhạc
| Năm  | Tên                                     | Đạo diễn                                            | Chú thích |
| ---- | --------------------------------------- | --------------------------------------------------- | --------- |
| 2018 | "LATATA"                                | Hong Won Ki (Zanybros)                              | [ 44 ]    |
| 2018 | "HANN" (Alone)                          | Hong Won Ki (Zanybros)                              | [ 45 ]    |
| 2019 | "Senorita"                              | Hong Won Ki (Zanybros)                              | [ 46 ]    |
| 2019 | "Blow Your Mind"                        | Tự sản xuất                                         | [ 47 ]    |
| 2019 | "Uh-Oh"                                 | Digipedi                                            | [ 48 ]    |
| 2019 | "LATATA" (phiên bản tiếng Nhật)         | Jimmy (VIA)                                         | [ 49 ]    |
| 2019 | "LATATA" (phiên bản Crash Diamond Eyes) | Hong Won Ki (Zanybros)                              | [ 50 ]    |
| 2019 | "LION"                                  | Digipedi                                            | [ 51 ]    |
| 2020 | "Oh My God"                             | Yoon Rima, Jang Dongju (Rigend Film Studio)         | [ 52 ]    |
| 2020 | "i'M THE TREND"                         | Tự sản xuất                                         |           |
| 2020 | "DUMDi DUMDi"                           | Jang Jaehyeok, Lee Kyeongsoon (Bibbidi Bobbidi Boo) |           |
| 2021 | "HWAA"                                  | Paranoid Paradigm (VM Project Architecture)         | [ 53 ]    |